# Saint-Ouen-les-Vignes
Saint-Ouen-les-Vignes – miejscowość i gmina we Francji, w Regionie Centralnym, w departamencie Indre i Loara.
Według danych na rok 1990 gminę zamieszkiwało 747 osób, a gęstość zaludnienia wynosiła 40 osób/km² (wśród 1842 gmin Regionu Centralnego Saint-Ouen-les-Vignes plasuje się na 521. miejscu pod względem liczby ludności, natomiast pod względem powierzchni na miejscu 711.).